# زلوس (آلبوم ویکس)
زلوس پنجمین آلبوم تک‌آهنگۀ گروه ویکس می‌باشد که همراه با هادس و کراتوس جزوی از سه گانهٔ کانسپشن ۲۰۱۶ می‌باشد. این آلبوم تحت نظر کمپانی جلی‌فیش در تاریخ ۱۹ آوریل ۲۰۱۶ با آهنگ اصلی «دینامیت» منتشر شد.

## زمینه و انتشار
در ۱۶ مارس ۲۰۱۶ کمپانی جلی‌فیش اعلام کرد که آلبومی از ویکس در تاریخ ۱۹ آوریل ۲۰۱۶ منتشر خواهد شد که تصویری بالغ تر و قوی‌تر از ویکس را نشان می‌دهد. با افزایش انتظار طرفدارها، کمپانی جلی‌فیش گفت: «از چیزی که انتشار دارید، خیلی بیشتر انتظار داشته باشید. برای ویکس، علاوه بر موسیقی، جذابیت‌های اجرا و لباس پوشیدن و اکسسوری بسیار مهم است. مانند همیشه، ما در تلاشیم تا توجه همگان را نسبت به این آلبوم جلب کنیم.»در ۲۹ مارس، جلی‌فیش آرت فیلمی از کانسپت این کامبک منتشر کرد. که بعدها معلوم شد فقط شروعی برای یک سه گانهٔ کانسپشن ۲۰۱۶ است.که در آن، گروه جلوهٔ مفهومی خود را به همگان نشان می‌دهد. اینستاگرام جداگانه‌ای هم برای این پروژه ایجاد شد.
در ۱۰ آوریل ۲۰۱۶، ویکس تریلری از این کامبک منتشر کرد. و در ۱۲ آوریل ۲۰۱۶، آن‌ها تیزرهایی برای کامبکشان منتشر کردند.حتی گفته می‌شد که آلبوم در دو نسخه منتشر می‌شود، یک نسخه عادی و یک نسخه کینو. نسخه عادی با یک سی‌دی و یک فوتوبوک ۶۸ صفحه‌ای و یک فوتوکارد و یک پوستر منتشر می‌شود در حالی که نسخه کینو، همراه با یک کارت کینو، پست کارت و عکس پرینت شده، و ۳۰ فوتوکارد و پوستر منتشر می‌شود. در ۱۴ آوریل، کانسپت فیلمی از زلوس منتشر شد.که همراه با آن نام آهنگ‌ها و خلاصه‌ای از تمامی آهنگ‌ها منتشر شد.در ۱۷ آوریل، ویکس تیزر رسمی «دینامیت» را منتشر کرد.در ۱۸ آوریل، یک ساعت بعد از پخش زندهٔ ویکس به مناسبت کامبک، آلبوم منتشر شد. در طی این لحظه شماری زنده تا کامبک، ویکس لحظات جذاب و خنده‌داری را با طرفدارانش به اشتراک گذاشت و داستان‌هایی راجع به آلبوم گفتند و دو آهنگ از آلبوم را به‌طور زنده خواندند.بعد از انتشار آلبوم، در ۱۹ آوریل، آهنگ «دینامیت» در چارت آهنگ‌های دیجیتال نیور، ام نت، باگز و جنی جایگاه اول را به دست آورد و در صدر جدول‌های ملون، اوله و سوریبادا هم قرار گرفت.موزیک ویدیوی «دینامیت» در ۲۰ آوریل منتشر شد.در موزیک ویدیو، یکی از کارآموزان جلی‌فیش با نام کیم نایونگ به عنوان نقش دختر حضور داشت.
این آلبوم جایگاه اول در چارت گائون را به دست آورد و در ماه آوریل ۸۹۹۱۰ نسخه از آن فروخته شد.آهنگ اصلی آلبوم هم در جایگاه ۱۴ چارت دیجیتال گائون و جایگاه ۴ آهنگ‌های دیجیتال جهانی بیلبورد قرار گرفت.

### مفهوم
پروژهٔ کانسپشن ۲۰۱۶ ویکس، حول محور اساطیر یونانی می‌چرخد که این آلبوم تک‌آهنگه راجع به زلوس، خدای حسادت و رقابت است.
ان در این باره می‌گوید:
| « | برای هر آهنگ، یک اسطورهٔ متفاوت پدیدار می‌شود. ما تمام تلاشمان را می‌کنیم تا اجرا و آهنگی بسازیم تا با آن‌ها همخوانی داشته باشد. | » |

راوی نیز گوید:
| « | آهنگ اصلی ما، «دینامیت» راجع به مردیست که با حسادت کور شده تا بتواند دنیا را عوض کند و عشقش را برگرداند. | » |

## آهنگسازی
«دینامیت» توسط میس‌فیت و راوی نوشته شده‌است. این آهنگ توسط آندرو چوی و سایمون جانلوف و ملودیزاین ساخته شده‌است. آهنگ دوم با عنوان «دفن‌شده» توسط راوی و کیم سوجونگ نوشته و توسط هری بروکز و دن گودی و آش میلتون ساخته شده‌است. ترک سوم با عنوان «خداحافظیِ بد» توسط کیم جی‌هیانگ و راوی نوشته و توسط ملودیزاین و کیپ روتز و فسینیتینگ ساخته شده‌است.

## پروموشن
ویکس پروموشن خود را با شوکیسی در تاریخ ۱۹ آوریل شروع کرد و بعد از آن آهنگ‌های «دینامیت» و «خداحافظیِ بد» را به‌طور مداوم در برنامه‌های موسیقی متفاوتی اجرا کردند. ویکس اولین برد خود را در ۲۶ آوریل داشت. ویکس در نهایت در ۱۵ می اجراهای خود را به پایان داد و در این مدت پنج بار جایزهٔ اول را از برنامه‌های موسیقی و جایزهٔ سه‌گانه را از د شو دریافت کرد.

## لیست آهنگ‌ها
※ آهنگ پررنگ شده، آهنگ اصلی آلبوم می‌باشد.
| شماره      | نام                                                                   | سراینده           | آهنگساز                             | مدت   |
| ---------- | --------------------------------------------------------------------- | ----------------- | ----------------------------------- | ----- |
| ۱.         | «دینامیت» (다이너마이트)                                              | میس‌فیت، راوی      | آندرو چوی، سایمون جانلوف، ملودیزاین | ۳:۳۶  |
| ۲.         | «دفن‌شده» (늪)                                                         | کیم سوجونگ، راوی  | هری بروکز، دن گودی، آش میلتون       | ۳:۰۱  |
| ۳.         | «خداحافظیِ بد» (손의 이별) (ترجمه: "جدایی دست‌ها" یا "دست‌های خداحافظی") | کیم جی‌هیانگ، راوی | ملودیزاین، کیپ روتز، فسینیتینگ      | ۳:۵۶  |
| ۴.         | «دینامیت» (بی‌کلام)                                                    |                   | آندرو چوی، سایمون جانلوف، ملودیزاین | ۳:۳۶  |
| مجموع مدت: | مجموع مدت:                                                            | مجموع مدت:        | مجموع مدت:                          | ۱۴:۰۰ |

## نمودار عملکرد
| نمودار                                      | وضعیت در نمودار | فروش           |
| ------------------------------------------- | --------------- | -------------- |
| کره جنوبی (جدول آلبوم گائون)                | ۱               | - کره: ۱۰۸,۸۷۰ |
| کره جنوبی (جدول آلبوم‌های دیجیتال (دینامیت)) | ۱۴              | - کره: ۱۰۸,۸۷۰ |
| آهنگ‌های دیجیتال جهانی بیلبورد (دینامیت)     | ۴               | - کره: ۱۰۸,۸۷۰ |

## نامزدی‌ها و جوایز

### جوایز
| سال  | جایزه                 | دسته          | گیرنده                                | نتیجه    |
| ---- | --------------------- | ------------- | ------------------------------------- | -------- |
| ۲۰۱۶ | جوایز پاپ آسیا اِس‌بی‌اِس | آلبوم سال     | کانسپشن سه‌گانه (زلوس و هادس و کراتوس) | نامزدشده |
| ۲۰۱۷ | جوایز موسیقی سئول     | جایزه بونسانگ | "دینامیت"                             | برنده    |

### جوایز برنامه‌های موسیقی
| آهنگ      | موسیقی نمایش | تاریخ         |
| --------- | ------------ | ------------- |
| "دینامیت" | د شو         | ۲۶ مارس ۲۰۱۶  |
| "دینامیت" | شو چمپیون    | ۲۷ آوریل ۲۰۱۶ |
| "دینامیت" | موزیک بانک   | ۲۹ مارس ۲۰۱۶  |
| "دینامیت" | د شو         | ۳ مارس ۲۰۱۶   |
| "دینامیت" | د شو         | ۱۰ مارس ۲۰۱۶  |

## اعتبارات و اعضا
- ویکس - خواننده
  - چا هاک‌یون (ان) - خواننده، خواننده پس زمینه
  - جونگ تک‌وون (لئو) - خوانندهٔ اصلی، خواننده پس زمینه
  - لی جه‌هوان (کن) - خوانندهٔ اصلی، خواننده پس زمینه
  - کیم وون‌شیک (راوی) - رپ، ترانه‌سرایی
  - لی هونگ‌بین - خواننده
  - هان سانگ‌هیوک (هیوک) - خواننده
- میس‌فیت - آهنگسازی
- کیم سوجونگ - آهنگسازی
- کیم جی‌هیانگ - آهنگسازی
- سایمون جانلوف - تولیدکننده

## تاریخ انتشار
| منطقه         | تاریخ        | فرمت                  | کمپانی        |
| ------------- | ------------ | --------------------- | ------------- |
| کره جنوبی     | ۱۹ مارس ۲۰۱۶ | سی دی، دانلود دیجیتال | جلی‌فیش ، سی‌جِی |
| در سراسر جهان | ۱۹ مارس ۲۰۱۶ | دانلود دیجیتال        | جلی‌فیش        |